# Ploms del Pico de Los Ajos
Els ploms del Pico de los Ajos són tres peces arqueològiques recuperades al jaciment del poblat ibèric del Pico de los Ajos (Iàtova, La Foia de Bunyol, País Valencià) al 1979, que actualment es troben dipositats i exposats al Museu de Prehistòria de València.
El poblat iber de procedència es troba en un dels cims de la serra de Martés i es compon de dues plataformes naturals envoltades d'una muralla i fossat. El lloc ha sofert continus actes d'espoli, en un dels quals aquestes peces foren rescatades gràcies que passaren desapercebudes als espoliadors perquè eren dins d'una massa d'argila. Les tres planxes estaven doblegades sobre si mateixes formant una sola peça.
Després de ser donats al Museu de Prehistòria de València, els anomenaren pel lloc de procedència: «Pic de los Ajos I, II i III». Són tres planxes de plom de dimensions semblants que inclouen un text gravat en alfabet iber oriental en totes les cares. Altres tres peces plúmbies, de menor entitat, s'han trobat al mateix jaciment i, tot i que no pertanyen a aquesta col·lecció, s'han anomenat seguint el mateix model com a «Pico de los Ajos IV, V i VI». El contingut dels texts de moment és desconegut, malgrat els intents de traducció.

## El poblat iber de Pico de los Ajos
El jaciment arqueològic de Pico de los Ajos és al cim del mateix nom a la serra de Martés, dins del terme municipal de Iàtova (La Foia de Bunyol), per sobre dels 1.000 m sobre el nivell del mar. És un poblat fortificat iber al qual només es pot accedir pels vessants oriental i occidental. El perímetre del poblat era una muralla amb torres de planta quadrada adossades i un fossat on fou possible construir-lo, que es conserven parcialment. Tot aquest sistema defensiu abastava una àrea de 2,15 hectàrees. Dins del poblat hi ha dues terrasses naturals on apareixen estructures murals en superfície i una cisterna excavada a la roca. Moltes restes de murs que delimiten cases es troben alineats a banda i banda d'un eix que s'ha interpretat com un carrer. Els materials ceràmics i monedes apareguts al jaciment mostren que el poblat tenia una intensa activitat econòmica entre els s. IV i I ae.
Aquest jaciment ha estat intensament espoliat des d'antic, per això molta informació arqueològica que podia haver subministrat s'ha perdut. En una de les espoliacions que feren al 1979 excavaren en un dels habitatges situats dins del perímetre de les muralles. Després de l'espoli dos afeccionats a l'arqueologia, Agustín Sierra Palmer i Enrique Morón, hi acudiren per conéixer-ne la magnitud dels danys. Dins d'una habitació recentment excavada trobaren un pilot d'argila amb una peça de plom a dins que havia passat desapercebuda als espoliadors. Després d'examinar-la comprovaren que aquesta peça única estava formada per tres petites planxes de plom enrotllades totes juntes amb dos plecs sobre l'eix del costat més curt. Coneixedors del valor del descobriment donaren les peces al Museu de Prehistòria de València a l'abril d'aquest mateix any, i hi quedaren dipositades.

## Els ploms de Pico de los Ajos
Les tres planxes de plom foren estudiades a fons durant el seu primer any d'estada al museu valencià per Domingo Fletcher Valls, notable iberista, que publicà un any després la primera monografia sobre el tema. Aquest investigador observà que les peces contenien uns textos escrits en alfabet ibèric oriental, conegut per primera vegada en un plom trobat al Pujol de Gasset, a la Plana Alta, al 1851. Els texts contenen traços incisos d'esquerra a dreta en ambdues cares de les planxes. Segons pot deduir-se'n, aquests ploms eren contínuament reutilitzats per a l'escriptura, de manera que els texts antics s'esborraven amb més o menys obstinació abans de gravar-hi text nou. Això fa que en la superfície de les peces es puguen llegir més clarament els texts més moderns i amb dificultat el text subjacent corresponent a inscripcions esborrades.

## Pico de los Ajos I
La peça denominada per Fletcher «Pico de los Ajos I» és la que es trobava a la zona externa del bloc plumbi originari. És una làmina rectangular amb uns 200 mm d'amplària i 100 mm d'alçada que ha perdut part d'un lateral. Té quatre doblecs trasversals al text que indiquen com estava plegat i que han fet desaparéixer les lletres situades allí. Presenta inscripcions a les dues cares, que són de dos tipus: els texts recents, fortament marcats, i a sota uns texts antics, parcialment esborrats i que a voltes impedeixen una correcta lectura del text principal. La cara externa del plom té signes grans, ben llegibles, mentre que la cara interna, amb signes més menuts, ha sofert una forta degradació.
A la cara externa es poden veure tres texts i un total de 304 signes. El text A conté quatre línies i 88 signes. Les dues primeres línies i el començament de la tercera estan emmarcades per quatre traços paral·lels i horitzontals i un traç vertical menut, i la resta de la tercera línia i la quarta són fora del marc. El text B té una única línia escrita de dreta a esquerra a la zona superior del plom. Es troba incomplet per la pèrdua del suport a la seua zona mitjana, de manera que sols conserva 17 signes. El text C és el més antic. Està parcialment esborrat i només apareix en algunes zones sota el text principal. Així i tot, hi han pogut identificar fins a 199 signes que probablement es corresponguen amb diversos textos.
La cara interna del plom és de més difícil interpretació. No se n'han pogut individualitzar molts signes, i és probable que tinga diversos textos. El conjunt és caòtic, amb signes que se superposen els uns als altres sense que el més antic s'hi haja esborrat. La diferent grandària i tècnica de realització d'aquests signes fa suposar als investigadors que podria tractar-se d'un exercici d'escriptura o cal·ligrafia. A aquesta dificultat s'afegeix que aquesta cara del plom és la més deteriorada, amb zones on el material s'ha escantellat o esquerdat a causa dels doblecs. Es denomina text D al d'aquesta cara, tot i ser diversos textos superposats, i conté fins a 328 signes, no tots complets.

## Pico de los Ajos II
La peça «Pico de los Ajos II» és lleument més petita que l'anterior i com aquesta té una forma rectangular amb 188 mm d'amplària màxima i 105 d'alçada. Els doblecs d'aquest plom estan menys marcats que en les altres dues peces i les cantonades estan arredonides i els costats majors són corbs. Té dos texts principals, un en cada cara, i un text subjacent parcialment esborrat que sumen 348 signes identificats. A la cara externa del plom hi ha el text A, amb fins a vuitanta signes visibles, molt difícil de llegir perquè coincideix en molts punts amb el text primitiu. El text principal conté onze línies i un traç horitzontal que el divideix en set i quatre línies, amb un total de 209 signes.
La cara interna del plom conté el text B, de més fàcil lectura doncs els signes antics apareixen més borrosos. El text més modern és format per set línies amb 139 signes visibles mentre que del text antic no ha pogut fer-se un recompte.

## Pico de los Ajos III
El tercer dels ploms, denominat «Pico de los Ajos III», és el que es trobava a la zona més interna del conjunt originari i el de més modestes proporcions, amb 138 mm d'alçada i 110 mm d'amplària. Aquest text es troba incomplet perquè un lateral està retallat i afecta els caràcters finals de text de cada línia. Presenta un orifici a la part inferior que podria servir per fixar-lo a algun suport. Conté text modern i antic en les dues cares i el modern és més fàcil de llegir. A la cara externa del plom apareix el text A format per dotze línies fortament marcades amb 138 signes de text principal. Està format per dos grups separats per un traç horitzontal. El grup superior, de sis línies, en té les tres primeres ratllades per traços horitzontals. El grup inferior té ratllades amb traços semblants les quatre primeres línies i el començament de la cinquena.
La cara interna del plom, amb el text B, té tretze línies a les quals els falta la zona inicial per la retallada de la planxa. Com el text A, està dividit en dos grups per un traç horitzontal situat al mateix pla que el del text posterior. Al grup superior del text B hi ha set línies i a l'inferior sis, cap d'ells ratllats.

## Pico de los Ajos IV, V i VI
Tot i que no pertanyen al grup originàriament descobert el 1979 al jaciment de Pico de los Ajos, han aparegut altres tres textos plúmbis, de menor entitat que els primers, amb els quals s'ha continuat el nom utilitzat per Domingo Fletcher. La peça anomenada «Pico de los Ajos IV» és una bala de fona de la qual no hi ha constància exacta de la procedència, tot i que es dona per certa la versió de la persona que la trobà. Actualment forma part d'una col·lecció particular. Està realitzada també en plom, té forma romboïdal i petites dimensions, 41 mm d'ample, 17 d'alt i 31 grams. Conté una única inscripció en un dels costats, formada per tres signes. «Pico de los Ajos V», de la qual tampoc es té la certesa que provinga del jaciment, és una planxa discoidal entre 96 i 100 mm de diàmetre que es troba en una col·lecció particular. Conté un text format per dues línies de nou i dos signes en una de les cares.[12] «Pico de los Ajos VI» és l'única d'aquestes tres últimes peces que es trobà al jaciment en una excavació controlada. És un disc de plom de 34 mm de diàmetre i 3 mm de grossor amb text en les dues cares. A la cara A apareixen dues línies de text centrat escrit de dreta a esquerra amb cinc i dos signes cadascuna, mentre que en la cara B apareixen quatre signes en un dels marges.

## Els textos
Del profund estudi lingüístic realitzat per Domingo Fletcher s'han pogut extraure moltes claus per a interpretar els textos, tot i que el seu contingut encara es desconeix. Algunes paraules presents són ben conegudes per la seua presència en altres peces trobades en diferents jaciments de l'àmbit iber (AṘE, BAIT, BALCE/BALCA, ILDUN, LAUR, TECEṘ/TICEṘ, etc.) mentre que altres semblen característiques d'aquests ploms (ACALI, BALE, CALIR, CELTIBELEṠ, etc.), i en destaca la veu BELI que apareix en els tres ploms un total de sis vegades. Algunes paraules identificades a part dels nombres, que són freqüents, apareixen en dos o tres dels ploms (per exemple CELTIBELEṠ, LAUṘBERTONAR, LACEIṠEI, CULESBELAUṘ) i sembla que hi haja relació entre els texts de les tres peces.
Malgrat que Domingo Fletcher al 1980 no poué interpretar els texts, altres investigadors també ho han intentat.[15][16] Algunes temptatives d'interpretació dels texts es basen en la comparació de la llengua ibera i l'actual basc, cosa que ja apuntà Fletcher en les seues recerques, malgrat que són molts els lingüistes que descarten qualsevol relació entre ambdues llengües.[17] Així per exemple l'historiador Luis Silgo Gauche, cercant equivalències entre el vocabulari dels ploms i la llengua basca, publicà al 2009 una aproximació al contingut del text A de la peça «Pico de los Ajos II». Segons aquest investigador el text faria referència al fet que els habitants de Labeis (un topònim sense identificar) per dos veïns seus de nom Ambośiltun i Baiseltun s'exposaren a sofrir una plaga d'aus (apareixen les paraules que s'han interpretat com a corresponents a perdiu i corb) en els seus cultius de blat i altres collites i per això sol·licitaven una reducció del tribut en un eŕku (que és una unitat de mesura). Més endavant es llegiria que algú anomenat Kuleśbelauŕ, representant de qui rebia la recaptació, marcava una quantitat a pagar de cinc kitei de tal manera que cada productor hi contribuiria amb mig iŕku. Després d'això apareixeria una llista d'antropònims.